# Kelavalli, Sakleshpur
Kelavalli là một làng thuộc tehsil Sakleshpur, huyện Hassan, bang Karnataka, Ấn Độ.